# Alberto Burri
Alberto Burri (Città di Castello, 12 marzo 1915 – Nizza, 13 febbraio 1995) è stato un artista e pittore italiano.

## Biografia
Nacque a Città di Castello (Perugia) il 12 marzo 1915, primogenito di Pietro, commerciante di vini, e di Carolina Torreggiani, insegnante elementare. Dopo aver conseguito la maturità classica presso il liceo Annibale Mariotti di Perugia, nel 1934 si iscrisse alla facoltà di medicina all'Università degli Studi di Perugia della stessa città, laureandosi il 12 giugno 1940.
Il 9 ottobre 1940, con il grado tenente medico di complemento, fu richiamato alle armi e presto congedato per seguire il tirocinio presso un istituto ospedaliero, ai fini dell'abilitazione all'esercizio della professione. Conseguito il diploma, tornò nell'esercito e, all'inizio di marzo 1943, fu assegnato alla 10ª legione in Africa settentrionale. Nei giorni della resa italiana in Africa, fu catturato dagli inglesi l'8 maggio 1943 e, passato in mano agli statunitensi, fu recluso, insieme a Giuseppe Berto e Beppe Niccolai, nel "criminal camp" per non cooperatori del campo di concentramento di Hereford (in Texas) dove rimase per 18 mesi. Nella primavera del 1944 rifiutò di firmare una dichiarazione di collaborazione propostagli e fu catalogato tra i fascisti "irriducibili". Fu in questo periodo che maturò la convinzione di dedicarsi alla pittura.
Rientrò dalla prigionia statunitense molto dopo la fine delle ostilità, giungendo a Napoli il 27 febbraio 1946 e vivendo per un breve periodo a Città di Castello, prima di trasferirsi a Roma, dove condivise uno studio in via Mario de' Fiori, nei pressi di piazza di Spagna, con l'amico scultore Edgardo Mannucci. La prima mostra personale, favorita dall'architetto Amedeo Luccichenti, si svolse nel luglio 1947, presso la galleria La Margherita di Gaspero del Corso e Irene Brin, e fu presentata dai poeti Libero de Libero e Leonardo Sinisgalli. Le opere esposte erano ancora di carattere figurativo con qualche debito verso la pittura tonale della Scuola romana degli anni Trenta. Nei giorni dell'esposizione conobbe lo scultore Pericle Fazzini, vicepresidente dell'Art Club, importante sodalizio artistico romano aperto anche alle novità dell'arte astratto-concreta: già nel dicembre 1947 prese parte alla seconda Mostra annuale del sodalizio e continuò ad esporre con l'Art Club fino ai primi anni Cinquanta, sia in Italia sia all'estero.
Nella sua seconda mostra personale: Bianchi e Catrami, sempre presso la galleria La Margherita, nel maggio 1948, propose per la prima volta opere astratte che, con le loro forme ora amebiche e organiche, ora filiformi e reticolari, rivelavano alcune affinità con il linguaggio di Jean Arp, Paul Klee e Joan Miró. Successivamente iniziò a elaborare i primi catrami in cui le qualità dei materiali (erano realizzati con olio, catrame, sabbia, vinavil, pietra pomice e altri materiali su tela) cominciavano a prendere il sopravvento sulla semplice organizzazione formale della composizione. Alla fine del 1948 si recò a Parigi dove visitò lo studio di Miró, vide le opere astratte più recenti dell'italiano Alberto Magnelli e conobbe quanto si esponeva presso la galleria René Drouin, che si stava affermando come uno dei centri più importanti della nuova stagione artistica, poi denominata "informale".
Nel 1949 realizza SZ1, il primo Sacco stampato. Nel 1950 comincia con la serie le Muffe e i Gobbi e utilizza per la prima volta il materiale logorato nei Sacchi. Il 1950 fu un anno di grande sperimentazione, durante il quale dipinse diverse muffe, sfruttando le efflorescenze prodotte dalla pietra pomice combinata alla tradizionale pittura a olio, ma anche il primo gobbo, dal caratteristico rigonfiamento ottenuto con rami di legno sistemati su retro della tela, e il primo sacco, realizzato interamente con la juta, rattoppata e ricucita. Sempre nel 1950, eseguì il grande "Pannello Fiat" (un quadrato di quasi 5 m di lato) per la sala espositiva di una concessionaria di automobili romana. Nel gennaio 1951 partecipa alla fondazione del Gruppo Origine, insieme a Mario Ballocco, Giuseppe Capogrossi ed Ettore Colla. e partecipò alla mostra inaugurale del gruppo, scioltosi l'anno dopo.
Il 1952 si aprì con la mostra personale "Neri e Muffe", presso la galleria dell'Obelisco di Roma. Ad aprile, presso la Fondazione Origine dell'amico Colla, si tenne la mostra "Omaggio a Leonardo" in cui espose tra gli altri "Lo Strappo", uno dei primi sacchi che solo pochi mesi dopo fu rifiutato dalla giuria della Biennale di Venezia. Fu invece accolto, nella sezione del "bianco e nero" della mostra veneziana, il disegno "Studio per lo strappo", acquistato da Lucio Fontana. Il 17 maggio Burri fu tra i firmatari del "Manifesto del movimento spaziale per la televisione", promosso dallo stesso Fontana. Nel corso dell'anno si trasferì in via Margutta, in uno studio confinante con quello del pittore Franco Gentilini e con il terrapieno del Pincio. Nello stesso anno Robert Rauschenberg, mentre trascorre quasi un anno a Roma, visita lo studio di Alberto Burri, potendo così vedere i Sacchi.
Con le mostre di Chicago e New York del 1953 inizia il grande successo internazionale. La prima mostra personale americana (Alberto Burri: paintings and collages), allestita presso la Allan Frumkin Gallery di Chicago, si svolse tra il 13 gennaio e il 7 febbraio 1953; fu poi trasferita nella newyorkese Stable Gallery di Eleanor Ward alla fine dell'anno. Nel frattempo Burri aveva conosciuto il critico James Johnson Sweeney, allora direttore del Solomon R. Guggenheim Museum di New York, il quale decise di promuoverne il lavoro attraverso il sostegno critico, che sfociò nella prima monografia a lui dedicata (1955), e l'inclusione di alcune sue opere nell'attività espositiva del museo. Un mese dopo, tra il 18 e il 30 aprile, fu allestita, presso la Fondazione Origine, una nuova personale presentata dal poeta Emilio Villa, con il quale la collaborazione si protrasse anche negli anni successivi.

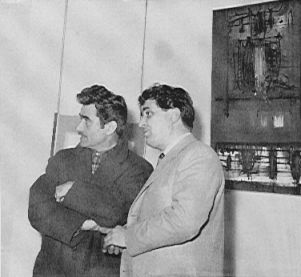
Alberto Burri (a sinistra) con Emilio Scanavino

Il 1954 fu caratterizzato dal trasferimento nello studio di via Salaria e dall'ingresso nel gruppo di artisti sostenuti dal critico francese Michel Tapié, padre dell'Art autre. Verso la fine dell'anno, iniziò a servirsi nei suoi lavori del fuoco, realizzando le prime piccole combustioni su carta. Il 15 maggio 1955 sposò, a Westport (California), la ballerina americana d'origine ucraina Minsa Craig (1928-2003), conosciuta a Roma l'anno precedente. Nello stesso periodo apriva la mostra collettiva "The new decade: 22 European painters and sculptors", organizzata dal Museum of Modern Art di New York (maggio-agosto), dove erano esposti cinque suoi lavori; risale a quella mostra una delle poche dichiarazioni di poetica dell'artista, che si trova nel relativo catalogo. Sempre nel 1955, un buon esito ebbe la partecipazione alla Quadriennale romana e alla Biennale di San Paolo del Brasile.
Nonostante i successi e il sostegno dell'amico Afro Basaldella, alla Biennale di Venezia del 1956 gli fu concesso di esporre due sole opere. Tuttavia, a settembre, mentre la Biennale era ancora in corso, la veneziana galleria del Cavallino gli dedicò una mostra con molti dei suoi ormai noti sacchi. Burri, intanto, continuava a realizzare numerose "combustioni" (con legno, tela e plastica) e sperimentava le caratteristiche del legno. Il 1957 fu caratterizzato da numerose mostre personali in Italia e negli Stati Uniti. Verso la fine dell'anno realizzò i primi ferri, in cui sfruttava le possibilità offerte dalla tecnica della saldatura. Le prime di queste opere mantenevano analogie compositive con sacchi, legni e plastiche, mentre successivamente Burri maturò un'impaginazione più rigorosa e consona alle caratteristiche del nuovo materiale utilizzato.
L'attività espositiva fu piuttosto intensa nel 1959 e nei primi mesi del 1960. A giugno Burri ottenne una sala alla Biennale di Venezia, dove ricevette anche il premio dell'Associazione internazionale dei critici d'arte. Nello stesso anno, durante il quale trasferì la sua residenza in via Grottarossa, fuori Roma, Giovanni Carandente realizzò il primo documentario della sua opera. Un lungo viaggio tra Messico e Stati Uniti e i postumi di un delicato intervento chirurgico rallentarono la sua produzione, sebbene continuasse a esporre in mostre personali e collettive.
Agli inizi degli anni sessanta si segnalano in successione ravvicinata, a Parigi, Roma, L'Aquila, Livorno, e quindi a Houston, Minneapolis, Buffalo, Pasadena, le prime ricapitolazioni antologiche che, con il nuovo contributo delle Plastiche, diverranno vere e proprie retrospettive storiche a Darmstadt, Rotterdam, Torino e Parigi (1967-1972). Alla fine del 1962, anno in cui acquistò la villa di Case Nove di Morra, presso Città di Castello, si ripresentò al pubblico con gli esiti degli ultimi mesi di lavoro. Tra dicembre 1962 e gennaio 1963, la galleria Marlborough di Roma ospitò un'esposizione dedicata alle plastiche che, dopo i ferri, rappresentarono una nuova, e inattesa, svolta. Forse rimeditando alcune plastiche di metà anni Cinquanta, decise di concentrare la sua attenzione sulla pellicola di plastica trasparente. La nuova stagione delle plastiche si protrasse per tutto il decennio e Cesare Brandi ne fu l'esegeta principale: introdusse molte mostre e scrisse su Burri una fondamentale monografia (1963).
Nel 1963 disegnò, prima di una lunga serie d'ideazioni in questo settore, la scenografia e i costumi per cinque balletti del pianista, direttore d'orchestra e compositore americano Morton Gould alla Scala di Milano. nello stesso anno una sua opera viene esposta alla mostra Contemporary Italian Paintings, allestita in alcune città australiane. Nel 1963-64 espone alla mostra Peintures italiennes d'aujourd'hui, organizzata in Medio Oriente e in Nordafrica. Nel 1964 vince il premio Marzotto per la pittura, nel 1965 gli viene conferita la Grande medaglia d’oro della VIII Biennale di San Paolo a pari merito con Victor Vasarely. Alla fine degli anni Sessanta acquistò una casa a Los Angeles (California) dove trascorse i mesi invernali fino al 1990; in questo periodo e nei successivi primi anni Settanta si dedicò ancora ad allestimenti teatrali.
Gli anni settanta registrano una progressiva rarefazione dei mezzi tecnici e formali verso soluzioni monumentali, dai Cretti (terre e vinavil) ai Cellotex (compressi per uso industriale), mentre si susseguono le retrospettive storiche: Assisi, Roma, Lisbona, Madrid, Los Angeles, San Antonio, Milwaukee, New York, Napoli. In quegli anni cominciò a lavorare anche ai cretti, originati da una misurata miscela di collanti acrovinilici con altri materiali utilizzati per ricoprire il supporto (creta, caolino, bianco di zinco), sui quali lavorò per tutto il decennio e che furono esposti per la prima volta nell'ottobre del 1973 a Bologna (galleria San Luca). Una mostra antologica allestita presso il convento di San Francesco d'Assisi, nel maggio 1975, propose al pubblico anche un cellotex di recente realizzazione, materiale utilizzato in edilizia come isolante e realizzato con una mistura di colle e segatura di legno. Intanto l'attività espositiva proseguiva senza interruzioni, sebbene con minore intensità rispetto ai decenni precedenti.
Nel 1973 inizia il ciclo dei Cretti e su questo filone si colloca il sudario di cemento con cui rivestì i resti di Gibellina terremotata in un famoso esempio di land art. Nello stesso anno, Burri riceve dall'Accademia Nazionale dei Lincei il "Premio Feltrinelli" per la Grafica, con la seguente motivazione: “per la qualità e l'invenzione pur nell'apparente semplicità, di una grafica realizzata con mezzi modernissimi, che si integra perfettamente alla pittura dell'artista, di cui costituisce non già un aspetto collaterale, ma quasi una vivificazione che accoppia il rigore estremo ad una purezza espressiva incomparabile”. Nel 1975 partecipa ad Operazione Arcevia, progetto coordinato dall'architetto Ico Parisi, di costruzione ex novo di una comunità da realizzare ad Arcevia, comune in provincia di Ancona, con i contributi di artisti, musicisti, critici, scrittori, cineasti, psicologi, istituzioni locali. Burri realizza il bozzetto per il Teatro, ora conservato nella Collezione di Palazzo Albizzini.
Nel 1976 Alberto Burri crea (avvalendosi dell'aiuto "tecnico" del ceramista Massimo Baldelli) un cretto di imponenti dimensioni, il 'Grande Cretto Nero' esposto nel giardino delle sculture Franklin D. Murphy dell'Università di Los Angeles (UCLA). Altra opera analoga, per stile, forza espressiva e imponenti dimensioni è esposta a Napoli, nel museo di Capodimonte. L'evoluzione più spettacolare fu, tuttavia, rappresentata da quello di Gibellina (Trapani). di quasi 90.000 m² sulle macerie della vecchia Gibellina. I lavori, iniziati nell'agosto del 1985, furono interrotti nel dicembre 1989 per mancanza di fondi con l'opera non ancora completata. Nel 1977 espone un'importante antologica al Solomon R. Guggenheim Museum di New York dal titolo "Alberto Burri. A retrospective View 1948-77".
Al 1979 risalgono i Cicli, che domineranno tutta la sua produzione successiva, formato da dieci monumentali composizioni che ripercorrevano i momenti più significativi della sua produzione artistica, inaugurò invece la stagione dei grandi cicli pittorici, realizzati anche negli anni successivi ed esposti permanentemente presso gli Ex-Seccatoi del Tabacco di Città di Castello. Presenterà altri cicli a Firenze (1981), Palm Springs (1982), Venezia (1983), Nizza (1985), Roma, Torino (1989) e Rivoli (1991) Nel 1981 viene inaugurata la Fondazione Burri in Palazzo Albizzini a Città di Castello, con una prima donazione di 32 opere. Nel 1984, per inaugurare l'attività di Brera nel settore del contemporaneo, viene ospitata un'esaustiva mostra di Burri.
Nel 1994 Burri partecipa alla mostra The Italian Metamorphosis 1943-1968 presso il Solomon R. Guggenheim Museum di New York. Dall'11 maggio al 30 giugno '94 presso la Pinacoteca Nazionale di Atene viene presentato il ciclo Burri il Polittico di Atene, Architetture con Cactus, che verrà esposto in seguito presso l'Istituto Italiano di Cultura di Madrid (1995). Il 10 dicembre 1994 vengono ricordate le donazione di Burri agli Uffizi in Firenze: un quadro Bianco Nero del 1969 e tre serie di grafiche datate 1993-94. Le opere di Burri sono esposte principalmente in due musei a Città di Castello. Il primo, a "Palazzo Albizzini", ha una superficie di 1660 m² inaugurato nel 1981. Il secondo ospitante i "grandi cicli pittorici" dell'artista, inaugurato nel 1990, è un'area industriale inutilizzata, gli "Ex Seccatoi del Tabacco" recuperata architettonicamente. A Palazzo Albizzini, sede della omonima Fondazione, costituita per volere dello stesso Burri nel 1978, e negli Ex Seccatoi, inaugurati come luogo espositivo nel luglio 1990, l'artista allestì infatti la collezione che donò alla città natale. Attraverso il percorso museale organizzato in queste due sedi e il catalogo sistematico delle sue opere, maturato alla fine degli anni Ottanta e realizzato sotto la sua attenta regia, offrì così una precisa ipotesi di lettura della sua produzione in cui trovarono posto anche le sculture di grandi dimensioni, cui cominciò a dedicarsi in contemporanea ai grandi cicli pittorici.
All'inizio degli anni novanta, Burri e la moglie lasciarono la California e si stabilirono a Beaulieu-sur-Mer, in Costa Azzurra (Francia), continuando a trascorrere i mesi estivi a Città di Castello. Nonostante l'età avanzata proseguì la sperimentazione di nuovi materiali: l'ultimo suo lavoro fu Metamorfex, un ciclo di nove opere presentate, dall'amico Nemo Sarteanesi, negli Ex Seccatoi. Burri muore a Nizza il 13 febbraio 1995, un mese prima del suo ottantesimo compleanno. Noto in vita per la sua riservatezza, aveva infine appena terminato una lunga registrazione autobiografica con Stefano Zorzi che ne ha raccolto il contenuto nel volume Parola di Burri. Le sue opere sono esposte in alcuni fra i più importanti musei del mondo: il Centro Georges Pompidou a Parigi, il Solomon R. Guggenheim Museum di New York, la Tate Gallery di Londra, la Galleria nazionale d'arte moderna e contemporanea di Roma, il Castello di Rivoli, il Museo d'arte moderna e contemporanea di Trento e Rovereto, Collezione Gori a Santomato di Pistoia

## Archivio
L'archivio di Alberto Burri è conservato presso la Fondazione Palazzo Albizzini Collezione Burri, Città di Castello, Museo Ex Seccatoi del Tabacco.
Il nucleo documentario di Alberto Burri è di piccole dimensioni, ma piuttosto significativo ed è costituito dalla documentazione rinvenuta nella casa di Città di Castello e in quella di Beaulieu, in Francia, che è stata trasferita nella sede della Fondazione dopo la sua morte. Il fondo contiene quasi esclusivamente corrispondenza (lettere, biglietti, telegrammi) e materiale fotografico (stampe in b/n e a colori, stampe di provini, diapositive, negativi). Ci sono inoltre pochi documenti di natura contabile (note, fatture e parcelle). Le lettere, in gran parte in arrivo, provengono da gallerie d'arte e musei di tutto il mondo, dalla Soprintendenza alle gallerie Roma II-Galleria nazionale d'arte moderna-Arte contemporanea, dall'Accademia nazionale dei Lincei e da altre istituzioni culturali, da università e scuole, redazioni di riviste e giornali, case editrici, librerie, fondazioni, teatri, comitati di vario tipo, premi d'arte (ricorre il Premio Marzotto), singoli personaggi, dalla Biennale di Venezia, dalla RAI, dal Comune di Città di Castello e da altri enti pubblici locali, da alcune sedi di ambasciate d'Italia e di istituti di cultura italiana all'estero. Qualche lettera è indirizzata alla "signora Burri" e qualcuna alla Fondazione. I documenti sono sia manoscritti che dattiloscritti e talvolta contengono degli allegati.

## Mostre
Importanti mostre celebreranno negli anni a venire la grandezza del personaggio.
Un'importante mostra antologica ha avuto luogo nel 1996 per iniziativa del Comune di Roma al Palazzo delle Esposizioni, e che è stata poi replicata con successo al Lenbachhaus di Monaco di Baviera e al Palais de Beaux-Arts di Bruxelles.
Nel decimo anniversario della scomparsa (2005), sono le Scuderie del Quirinale a rendere omaggio al grande Maestro italiano, con una mostra volta a testimoniare come la sua opera abbia dato un profondo contributo all'arte del XX secolo in ambito internazionale.
La mostra intitolata "Burri. Gli artisti e la materia", a cura di Maurizio Calvesi e Italo Tomassoni, realizza un interessante confronto fra grandi e ospita tra gli altri opere di Robert Rauschenberg (probabilmente influenzato dal Maestro italiano in alcune composizioni degli anni sessanta e '70), Antoni Tàpies, Lucio Fontana, Afro Basaldella, Joseph Beuys, Piero Manzoni, Anselm Kiefer, Damien Hirst, ecc.
Nel 2015 il Solomon R. Guggenheim Museum di New York gli dedica una grande retrospettiva, "The Trauma of Painting" a cura di Emily Braun.

## Opere (selezione)

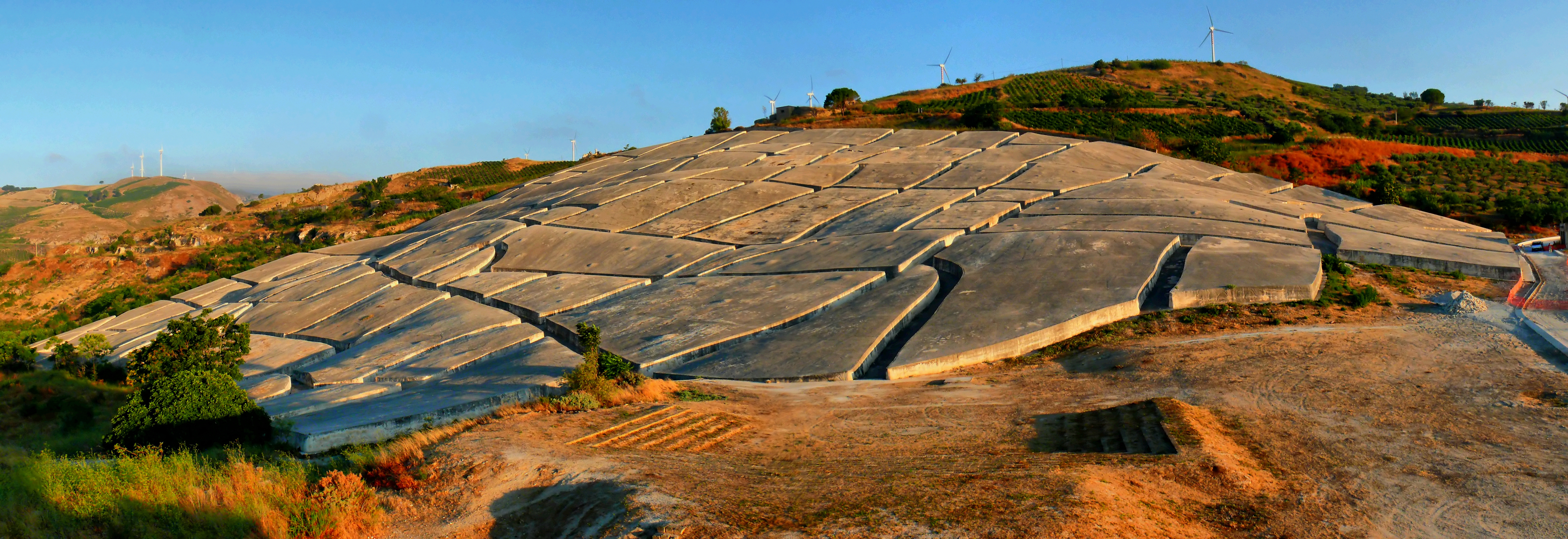
Il Grande Cretto di Gibellina

- Nero 1, 1948, Palazzo Albizzini, Città di Castello
- SZ1, 1949, Palazzo Albizzini,  Città di Castello
- Sacco, 1950, Palazzo Albizzini,  Città di Castello
- Bianco (White)[12], 1952, Art Institute of Chicago
- Sacco (1952), Collezione Roberto Casamonti, Firenze
- Sacco e bianco[13], 1953, Centre Pompidou di Parigi
- Composizione[14], 1953, Solomon R. Museo Guggenheim di New York
- Sacco, 1953, Galleria d'Arte Moderna di Torino
- Sacco e Rosso[15], 1954, Tate Gallery di Londra
- Rosso nero (1955), Collezione Roberto Casamonti, Firenze
- Martedì Grasso (Fat Tuesday)][16], 1956, Carnegie Museum of Art di Pittsburgh
- Grande Ferro M1[17], 1958, Mildred Lane Kemper Art Museum alla Washington University in St. Louis]
- Combustione (1960), Collezione Roberto Casamonti, Firenze
- Grande Rosso P18, 1964, Roma, Galleria nazionale d'arte moderna e contemporanea di Roma
- Grande Cretto Nero[18], 1976, Università della California (UCLA) di Los Angeles
- Grande Cretto Nero[19], 1977, Centre Pompidou di Parigi
- Il Grande cretto nero, (1978), Museo di Capodimonte di Napoli
- Grande Nero, 1980, Perugia, Rocca Paolina
- Grande Cretto, Gibellina (1984–2015)
- Grande Ferro R, 1990, Ravenna

## Esposizioni personali postume - selezione
- 2005: Scuderie del Quirinale, Roma. Burri. Gli artisti e la materia. A cura di Maurizio Calvesi e Italo Tomassoni.
- 2006: Museo Nacional Centro de Arte Reina Sofía, Madrid. Alberto Burri. A cura di Maurizio Calvesi e Chiara Sarteanesi.
- 2007: Fondazione Magnani Rocca - Traversetolo (Parma). Burri. Opere 1949-1994. A cura di Bruno Corà e Chiara Sarteanesi.
- 2007: Mitchell-Innes & Nash, New York. Alberto Burri Successivamente a De Pury & Luxembourg, Zurigo.
- 2008: Fondazione La Triennale - Milano. Alberto Burri. A cura di Maurizio Calvesi.
- 2009: Istituto Italiano Di Cultura, New York. Alberto Burri Graphics Works
- 2009: Fondazione Puglisi Cosentino, Palazzo Valle, Catania. Burri - Fontana, Materia e Spazio. A cura di Bruno Corà.
- 2010 Galleria Folini Arte, Chiasso, Switzerland, Multiplex,Cellotex, Catalogo edizioni Folini Arte, testo critico di Domenico D'Oora.
- 2010: Galerie Sapone, Art Paris, Grand Palais. Burri Paris
- 2010: Pinacoteca di Brera, Milano. Burri e Fontana a Brera. A cura di Sandrina Bandera e Bruno Corà.
- 2010: Santa Monica Museum of Arts, Santa Monica (California). Combustione, Alberto Burri and America. A cura di Michael Duncan e Lisa Melandri
- 2012: Estorick Collection of Modern Italian Art, London. "Form and Matter"
- 2021: Presidente Fondazione Palazzo Albizzini Collezione Burri, "La Poesia Della Materia". A cura di Bruno Corà.

## Alberto Burri nei musei
- Centro per l'arte contemporanea Luigi Pecci, Prato
- Fondazione Biscozzi Rimbaud, Lecce
- Galleria d'arte moderna e contemporanea, Bergamo
- Galleria nazionale d'arte moderna e contemporanea, Roma
- MAGI '900 - Museo delle eccellenze artistiche e storiche, Pieve di Cento
- Museo Carandente, Palazzo Collicola - Arti visive di Spoleto
- Museo d'arte contemporanea Donnaregina (MADRE), Napoli
- Museo della Fondazione Burri, Città di Castello
- Museo Nazionale di Capodimonte, Napoli
- Museo Palazzo Ricci, Macerata
- Museo del Novecento, Milano
- Collezione Roberto Casamonti, Firenze